# (2413) van de Hulst
(2413) van de Hulst (6816 P-L) – planetoida z grupy pasa głównego asteroid okrążająca Słońce w ciągu 5,24 lat w średniej odległości 3,02 au. Odkryta 24 września 1960 roku. Nazwa planetoidy pochodzi od Hendrika van de Hulsta (1918-2000), holenderskiego astronoma.